# Kościół Chrystusa Zbawiciela w Olsztynie
Kościół ewangelicko-augsburski imienia Chrystusa Zbawiciela w Olsztynie – jedna z trzech świątyń znajdujących się w obrębie olsztyńskiego Starego Miasta w Olsztynie. Kościół ewangelicki stoi w rogu starego rynku przy ulicy Zamkowej. Obiekt zbudowany został w latach 1876–1899 w stylu neogotyckim. Poświęcony został 15 października 1877 roku i przebudowywany na przełomie XIX i XX wieku ze względu na powiększającą się parafię. Mimo przebudowy jednak szybko okazało się potrzebne wybudowanie kolejnego obiektu: kościoła garnizonowego.
W 1939 w Olsztynie mieszkało 14 tys. ewangelików. W 2007 roku parafia liczyła jedynie około 500 osób.
Dzwony wiszące na wieży kościoła mają inskrypcje z lat 20. XX wieku, pierwotne zostały prawdopodobnie przetopione na armaty podczas I wojny światowej. Od 1908 roku ma podłączenia do prądu i centralne ogrzewanie. Kościół posiada jedną wieżę o wysokości 43 metrów, na której znajduje się zegar.

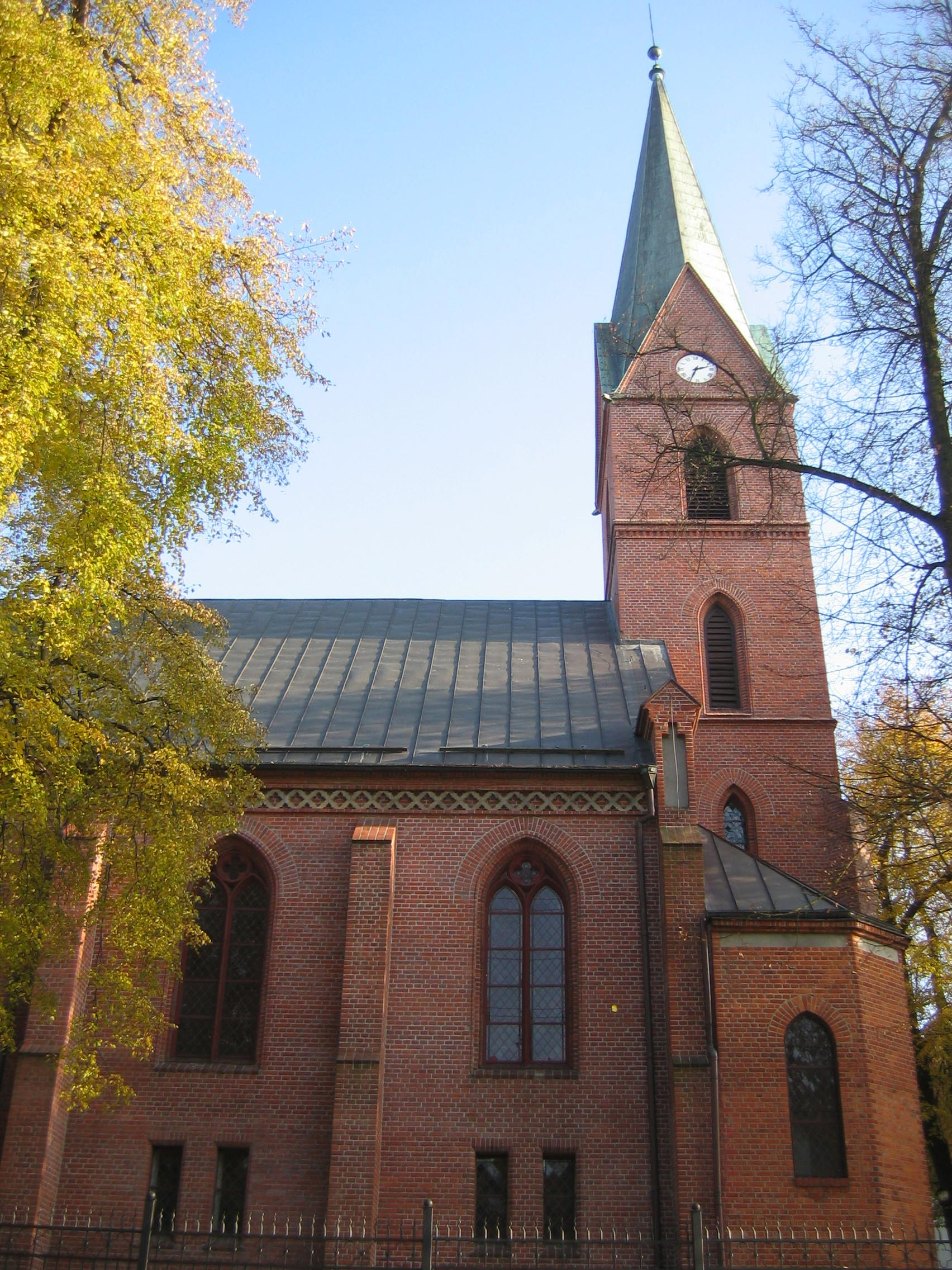
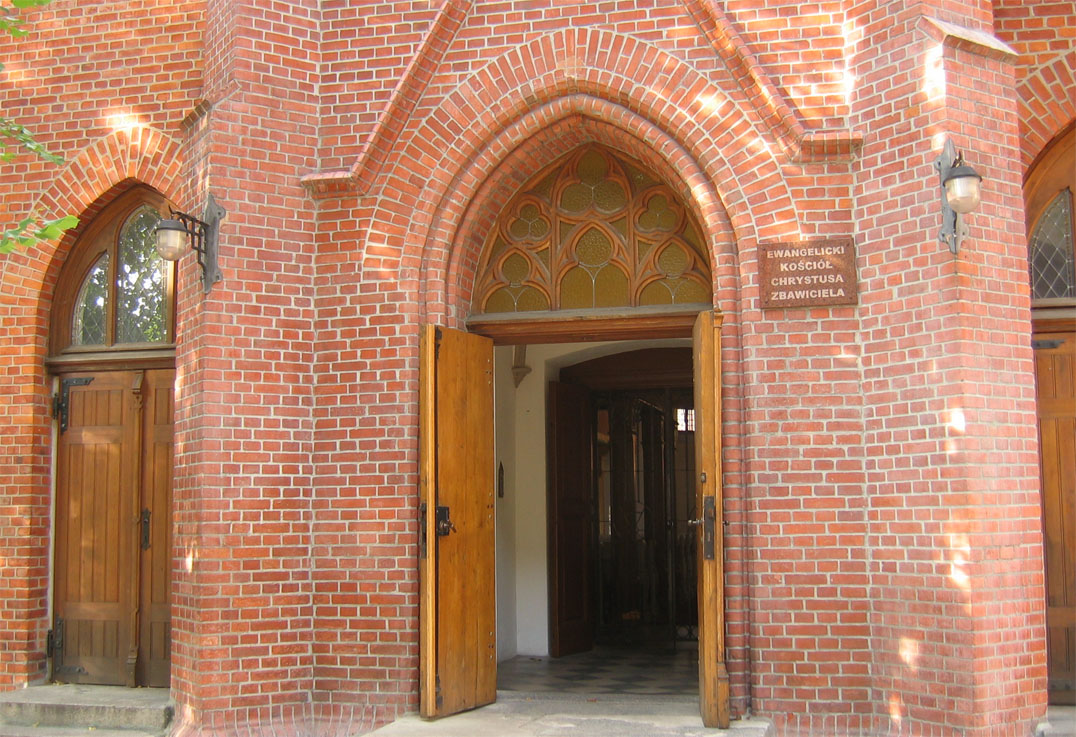
Główne wejście
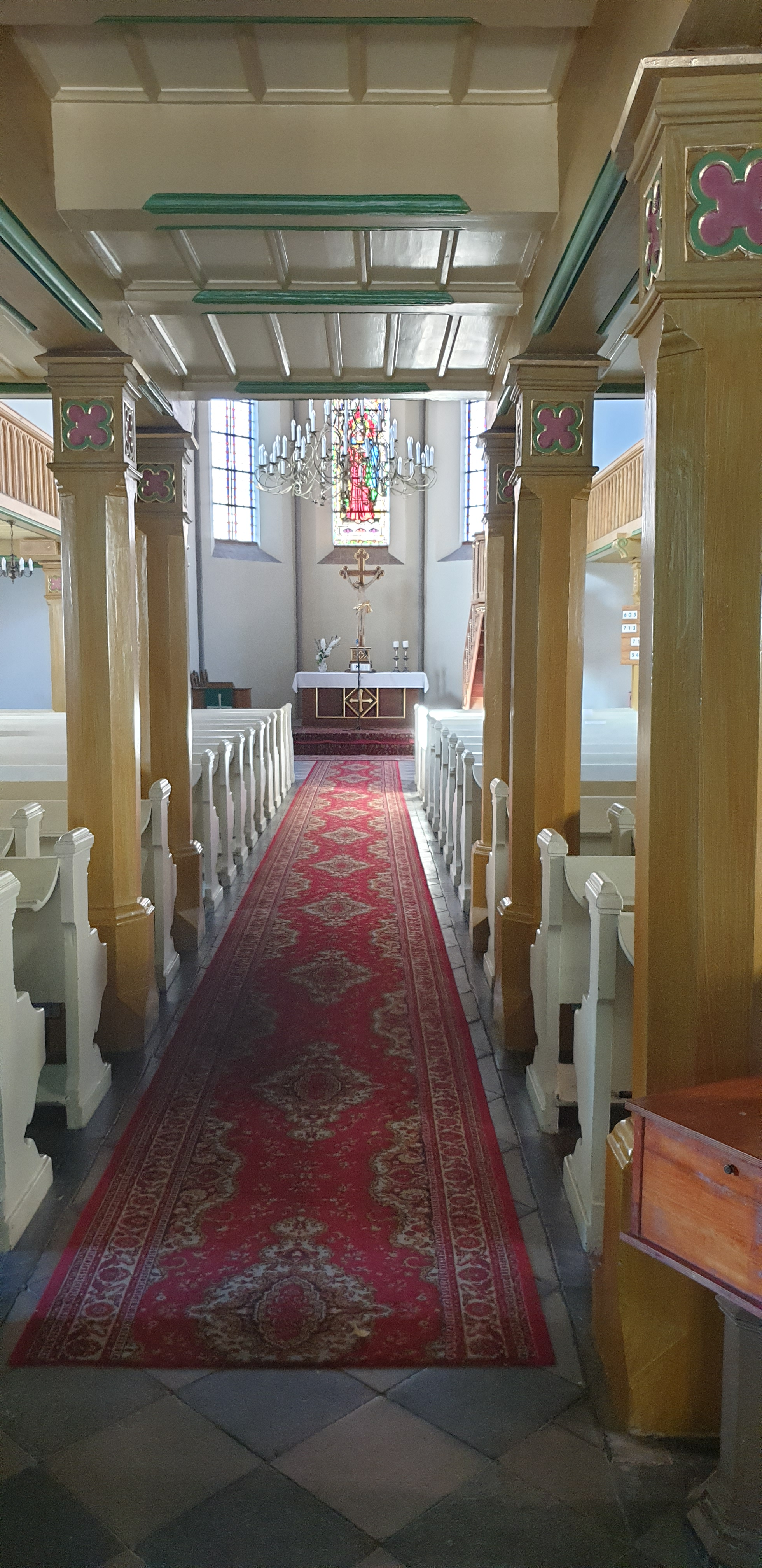
Widok wnętrza w lipcu 2020